# آواشیمااورا، نیگاتا
آواشیمااورا، نیگاتا (به لاتین: Awashimaura, Niigata) یک منطقهٔ مسکونی در ژاپن است که در Iwafune District واقع شده‌است. آواشیمااورا ۹٫۷۸ کیلومترمربع مساحت و ۳۶۵ نفر جمعیت دارد.